# جوش سيغارا
جوش سيغارا (مواليد 3 يونيو 1986) هو ممثل أمريكي. اشتهر بأدواره في المسلسل التلفزيوني (شركة الكهرباء) The Electric Company و (صفارات إنذار)Sirens و (السهم) Arrow بالإضافة إلى دوره في تأليف دور ايميليو استيفان في المسرحية الموسيقية (على قدميك) On Your Feet! . تشمل اعتماداته التلفزيونية الأخرى شيكاغو بي دي، (الاثنين الآخرين)The Other Two ، و Orange is the New Black (البرتقالي هو الأسود الجديد)، في حين تشمل اعتماداته المسرحية الأخرى المسرحيات الموسيقية ليسيستراتا جونز و نزاع عنيف .

## النشأة
ولد سيغارا في 3 يونيو 1986 في لونغوود ، فلوريدا.  وهو من أصل بورتوريكي،   ويتحدث الإسبانية بطلاقة. لقد تعلم الغناء في كنيسته الخمسينية لكنه كان يتطلع إلى أن يكون مصارعًا محترفًا. سيغارا هو خريج مدرسة تيش للفنون بجامعة نيويورك. 

## المسيرة المهنية
من عام 2009 إلى عام 2011، قام سيغارا بدور رئيسي في مسلسل بي بي إس التليفزيوني شركة الكهرباء. ثم قام بدور ميك في مسرحية ليسيستراتا جونز الموسيقية.  في مايو 2012، تم إعلان سيغارا كعضو ممثل في العرض العالمي الأول لـ نزاع عنيف (Dogfight)، وهو مقتبس عن الـفيلم الذي يحمل الاسم نفسه، مع موسيقى وكلمات من تأليف بينج باسيك وجاستن باول وكتاب بيتر دوشان. افتتحت المسرحية الموسيقية في مسرح توني كيسر في مسرح سيكند ستيج «المرحلة الثانية» في 16 يوليو 2012.
بعد ذلك بعامين، عاد خلال الموسم الأول من المسلسل التلفزيوني الكوميدي صفارات إنذار ،  وبعد ذلك تمت ترقيته إلى مسلسل عادي خلال موسمه الثاني. ثم بدأ سيغارا دورًا متكررًا في الدراما الإجرائية شيكاغو بي دي  كما ظهر في الفيلم الكوميدي كارثة عام 2015. قام سيغارا بدور ايميليو استيفان في المسرحية الموسيقية على قدميك! ، الذي افتتح في مسرح ماركيز في برودواي في 5 نوفمبر 2015. تم عرضه الأخير في 10 يوليو 2016.  بعد ظهوره الأخير في شيكاغو بي دي في مايو 2016، قام سيغارا بالتمثيل في المسلسل التلفزيوني السهم الموسم الخامس  حيث قام بأداء شخصية أدريان تشيس.  ثم عاد ضيفا على بطولة المسلسل خلال الموسمين السادس والثامن.
منذ يناير 2019، كان سيغارا عضوًا في فريق التمثبل لـالاثنين الآخرين، مسلسل تلفزيوني كوميدي على كوميدي سنترال.  في ديسمبر، قام بالتمثيل في ذا موديز بدور ماركو، «وسيط سلع يتمتع بمهارات هاتفية رائعة.»  كما لعب دور البطولة في مسلسل نتفليكس الكوميدي إيه جاي والملكة،  والذي تم عرضه لأول مرة في 10 يناير 2020. في نفس العام، ظهر سيغارا كعميل خاص خلال الموسم الثالث من المسلسل الدرامي الإجرامي إف بي آي وقام ببطولة دور القس في الفيلم الموسيقي عيد الميلاد في الساحة.  من المقرر أن يؤدي دور تيدي ووكر في المدرسة الليلية من إنتاج شبكة إن بي سي القادم، والتي تستند إلى فيلم 2018 الذي يحمل نفس الاسم.

## الحياة الشخصية
تزوج سيجارا من صديقته القديمة بريس رايس في 17 أكتوبر 2014. استقبل الزوجان طفلهما الابن الأول، في 30 سبتمبر 2016،  وتبع ذلك ولادة طفلهما الثاني في 8 يناير 2020. هو وزوجته كلاهما من عشاق الرياضة. 

## فيلموغرافيا

### الأفلام
| عام  | عنوان                         | وظيفة             | ملاحظات   |
| ---- | ----------------------------- | ----------------- | --------- |
| 2008 | المضيق                        | العصابات البيضاء  |           |
| 2009 | ليلة الدم: أسطورة ماري هاتشيت | تايلر             |           |
| 2009 | الوزراء                       | لويس              |           |
| 2010 | انتحار                        | مورت              | فيلم قصير |
| 2011 | الموسيقى لم تتوقف             | مارك فيريس        |           |
| 2012 | عاهرة الشيطان                 | رحلة قصيرة        | فيلم قصير |
| 2014 | لابد أنك تمزح                 | الأحمق            |           |
| 2015 | حطام القطار                   | جزيرة ستاتين أولي |           |
| 2018 | أي شيء يمكن أن يفعله الأولاد  | موبي              | فيلم قصير |
| 2018 | <i id="mw5A">مبالغة</i>       | جايسون            |           |
| 2019 | خطأ                           | غاري              | فيلم قصير |
| 2020 | عيد الميلاد في الساحة         | القس كريستيان     |           |

### مسلسلات
| السنة                 | العنوان                   | الدور                                                        | ملاحظة                                                           |
| --------------------- | ------------------------- | ------------------------------------------------------------ | ---------------------------------------------------------------- |
| 2005                  | الخفاش مصاص الدماء        | اميال                                                        | فيلم تلفزيوني                                                    |
| 2008                  | دراما كوينز               | جبريل                                                        | 3 حلقات                                                          |
| 2009-2011             | شركة الكهرباء             | هيكتور رويز                                                  | دور أساسي                                                        |
| 2011                  | البلد الام                | جوش                                                          | الحلقة: "Pilot"                                                  |
| 2012                  | أوامر برونكس              | موراليس                                                      | طيار غير مأهول                                                   |
| 2013                  | الأتى                     | هانك فلين                                                    | الحلقة: "الحصار"                                                 |
| 2014                  | دماء زرقاء                | مايك روز                                                     | الحلقة: "لعبة خروج المغلوب"                                      |
| 2014-2015             | صفارات الإنذار            | بيلي سيبيدا                                                  | دور أساسي                                                        |
| 2014 - 2016           | Chicago PD                | جاستن فويت                                                   | دور متكرر 9 حلقات                                                |
| 2016                  | حياة برونكس               | فرانكي                                                       | فيلم تلفزيوني                                                    |
| 2016-2019             | سهم                       | أدريان تشيس / بروميثيوس </br> أدريان تشيس / ذي هود (إيرث -2) | فريق الممثلين الرئيسي (الموسم 5) </br> نجم الضيف (المواسم 6 و 8) |
| 2018                  | انج بحياتك                | جوليان سيلفا                                                 | فيلم تلفزيوني                                                    |
| 2018-2019             | البرتقال هو الأسود الجديد | ستيفانوفيتش                                                  | متكرر (المواسم 6-7)                                              |
| 2018                  | الكل فى                   | نفسه                                                         | المظهر الحي                                                      |
| 2018                  | الشرطي الطيب              | وارن                                                         | الحلقة: هل ستتزوج كورا؟                                          |
| 2019 إلى الوقت الحاضر | الآخران                   | حربة                                                         | دور متكرر 6 حلقات                                                |
| 2019                  | صدق الله لي               | أوستين                                                       | الحلقة: "المقاتل"                                                |
| 2019                  | موديز                     | ماركو                                                        | دور متكرر                                                        |
| 2020                  | AJ والملكة                | هيكتور راميريز / داميان سانشيز                               | دور أساسي                                                        |
| 2020                  | كاتي كين                  | ماتيو لوبيز                                                  | دور متكرر 2 حلقة                                                 |
| 2020                  | مكتب التحقيقات الفدرالي   | نيستور فيرتيز                                                | دور متكرر                                                        |
| 2025                  | صفير الرغبة               | ريموند                                                       |                                                                  |

### المسرح
| عام       | عنوان                    | وظيفة          | ملاحظات                                                                                          |
| --------- | ------------------------ | -------------- | ------------------------------------------------------------------------------------------------ |
| 2009      | الأولاد في الطابق العلوي | إريك           | مسرح SoHo </br> 15 أغسطس - 27 سبتمبر 2009 </br> (جزء من مهرجان نيويورك الدولي السنوي الثالث عشر) |
| 2009      | فات كامب                 | برنت           | مسرح الجوزة </br> 30 سبتمبر - 8 أكتوبر 2009 </br> (جزء من مهرجان نيويورك للمسرح الموسيقي 2009)   |
| 2010      | بول بوي (قراءة مرحلية)   | جاك            | شركة بارينجتون ستيج المرحلة الثانية </br> 11 يناير 2010                                          |
| 2011      | جولة كوك (قراءة مرحلية)  | المؤدي         | مسرح المسرح الحضري </br> 8 فبراير 2011                                                           |
| 2011      | ليسستراتا جونز           | ميك            | الصالة الرياضية في جودسون </br> 15 مايو - 19 يونيو 2011                                          |
| 2011 – 12 | ليسستراتا جونز           | ميك            | مسرح والتر كير </br> ١٢ نوفمبر ٢٠١١-٨ يناير ٢٠١٢                                                 |
| 2012      | بعنف                     | بولاند         | مسرح طوني كيسر </br> 27 يونيو - 12 أغسطس 2012                                                    |
| 2013      | حول العالم في 80 يومًا    | فوغ فيليس      | يا! مسرح </br> 2 يوليو - 13 أكتوبر 2013                                                          |
| 2015      | على قدميك!               | إميليو إستيفان | مسرح ماركيز </br> 6 أكتوبر 2015-10 يوليو 2016                                                    |

### العاب الفيديو
| عام  | عنوان                          | وظيفة           | ملاحظات |
| ---- | ------------------------------ | --------------- | ------- |
| 2010 | Red Dead Redemption            | ابراهام رييس    |         |
| 2010 | ريد ديد ريدمبشن: أنديد نايتمار | ابراهام رييس    |         |
| 2013 | جراند ثيفت أوتو 5              | السكان المحليون |         |

## روابط خارجية
- جوش سيغارا على موقع IMDb (الإنجليزية)
- جوش سيغارا على موقع ألو سيني (الفرنسية)
- جوش سيغارا على موقع ميوزك برينز (الإنجليزية)
- جوش سيغارا على موقع قاعدة بيانات برودواي على الإنترنت (الإنجليزية)
- جوش سيغارا على موقع قاعدة بيانات الفيلم (الإنجليزية)

- جوش سيغارا at the Internet Off-Broadway Database